# Лікар. Учень Авіценни
«Лікар. Учень Авіценни» (англ. The Physician, також нім. Der Medicus) — німецька англомовна пригодницька драма режисера Філіпа Штельцля, що вийшла 2013 року. У головних ролях Том Пейн, Ема Ріґбі. Стрічка знята на основі роману Ноа Ґордона.
Сценаристом був Ян Бергер, продюсерами були Вульф Бауер і Ніко Гофманн. Вперше в Німеччині фільм продемонстрували 25 грудня 2013 року.
Гасло фільму: «Через піски часу до світла».

## Сюжет
У середньовічній Європі Церква бореться проти «чорної магії». Медичні знання грецьких лікарів, таких, як Гіппократ і Гален, були втрачені для медицини середньовічної Європи. В Англії 11-го століття мандрівні хірурги-цирульники намагалися надавати медичну допомогу простому населенню, часто ризикуючи бути переслідуваними Церквою за чаклунство.
Роберт Коул має надзвичайний дар: він може відчувати, коли хтось, кого не лікують, має невиліковну хворобу. Вперше він помічає це ще маленьким хлопчиком, коли його хвора мати помирає від побічної хвороби, про яку він не знав. Юний сирота приєднується до мандрівного перукаря-хірурга, який називає себе Барбером. Барбер навчає його основам середньовічної медицини, надаючи такі послуги, як лікування чашками, кровопускання та видалення зубів. Ще будучи учнем, Роб усвідомлює обмеженість цих простих практик. Коли у Барбера з'являється катаракта, Роб звертається за допомогою до Медикуса. Цей єврейський лікар повністю виліковує Барбера від катаракти. Він трохи вивчає єврейську культуру. Він розмовляє з двома дітьми, Джессі та Беньяміном. Там Роб вперше бачить карту світу і дізнається про знаменитого Ібн Сіну, який викладає медицину в далекій Какуїдській Персії. Тож він вирішує навчатися там, щоб стати лікарем. У період Золотого віку ісламу медицина в середньовічному ісламському світі була набагато розвиненішою, ніж у Європі. Лікар, вчений і філософ Ібн Сіна викладає в Ісфахані, найважливішій школі для початківців-практиків у світі на той час.
Робу розповідають, що християнам заборонено в'їжджати на мусульманські землі, тоді як євреям - дозволено. Тому, прибувши до Єгипту, Роб робить обрізання і називає себе Джессі Бен Веніамін, прикидаючись євреєм (насправді Роб є християнином). У каравані він зустрічає Ребекку, яка читає йому книжку про Аладдіна і Синдбада-мореплавця. Караван потрапляє в піщану бурю, і Роб ледь не гине. Коли після прибуття в Ісфахан він просить прийняти його до лікарні та школи Ібн Сіни (Авіценни), йому відмовляють, виганяють і б'ють охоронці. Лежачи на вулиці з порізом і струсом мозку, його знаходить опікун, і тоді його забирають до себе як пацієнта.
У бімарістані (лікарні) та медресе (коледжі) його лікує Ібн Сіна, і він стає студентом, який вивчає основи наукової медицини, а також інші науки та філософію (включаючи аристотелівську та ісламську філософію). Роб вчиться збирати історію хвороби та проводити медичне обстеження, включаючи діагностику пульсу, лікування п'явками, використання опіуму, в тому числі для знеболення, та хірургічні процедури. Після того, як шах відмовляється від мирного договору з сельджуками, сельджуки посилають людину, інфіковану чорною смертю, щоб навмисно заразити місто. Тисячі людей починають помирати після того, як про них піклуються Ібн Сіна та його учні. Лише завдяки відкриттю Роба та швидкому застосуванню основних гігієнічних принципів чуму вдається подолати. Роб припускає, що переносниками «чорної смерті» можуть бути східні щурячі блохи, а за допомогою щурячої отрути можна знищити шкідника. Роб возз'єднується з Ребеккою, яка захворіла на чуму, і може зблизитися з нею, оскільки її чоловік тимчасово покидає місто, залишаючи її хвору. Роб доглядає за нею, Ребекка повністю одужує, у них з Робом виникають романтичні стосунки, і вони вступають у позашлюбні статеві стосунки якраз перед тим, як Ребекка повинна повернутися до чоловіка, який повернувся до міста. В результаті Ребекка завагітніла, і її чоловік врешті-решт дізнається про це, що призводить до того, що її засуджують до смертної кари через побиття камінням.
Християнська, іудейська та ісламська релігії впливають на оцінку медичної науки, і конфлікт виникає через етичну оцінку розтину людського тіла. Коли від побічної хвороби помирає зороастинець, Роб дізнається від нього, що зороастризм не забороняє адепту піддаватися розтину після смерті. Роб таємно проводить розтин тіла, щоб поглибити свої знання з анатомії і виявити запалений червоподібний відросток. Коли мулли дізнаються, що він зробив, Роба та Ібн Сіну засуджують до смертної кари за некромантию. Ребекку збираються побити камінням за перелюбство, коли шахові стає погано, і його вражає побічна хвороба. Роба та Ібн Сіну звільняють, щоб Роб провів шаху операцію з видалення апендициту під наркозом. Перед початком операції Роб організовує порятунок Ребекки від неминучої страти.
Ісфахан зраджують сельджукам мулли, які хочуть вигнати з міста єврейську громаду та медресе Ібн Сіни. Солдати мулли прибувають, щоб напасти на лікарню. Ібн Сіна прямує до палаючої бібліотеки і передає свої медичні праці Робу Коулу, а також присвоює йому медичний титул «Хакім». Ібн Сіна залишається помирати в палаючій бібліотеці.
Роб Коул, як і інші, тікає через браму, про яку їм розповів шах, а він зі своїми людьми вирушає на останній бій проти сельджуків. Роб повертається з Ребеккою, своєю дружиною, до Лондона і засновує лікарню. Старий цирульник, перший учитель Коула, дізнається від маленького хлопчика про повернення і славу свого колишнього учня. Наприкінці фільму перукар просить хлопчика відвести його на побачення зі своїм колишнім учнем.

## У ролях
| Актор            | Персонаж                                 |
| ---------------- | ---------------------------------------- |
| Том Пейн         | Роб Коул англ. Rob Cole                  |
| Ема Ріґбі        | Ребека англ. Rebecca                     |
| Стеллан Скашгорд | Бадер англ. Barder                       |
| Бен Кінґслі      | Авіценна англ. Ibn Sina                  |
| Олів'є Мартінес  | Шах Ала ад-Даула англ. Shah Ala ad-Daula |

## Критика
Фільм отримав змішано-позитивні відгуки: Internet Movie Database — IMDb: 7.2/10 (2300 голосів), FilmStats — 3,7/5 (108 голосів).

### Виноски
1. 1 2  The Physician: Release Info (англ.). Internet Movie Database. Архів оригіналу за 28 грудня 2013. Процитовано 24 січня 2014.
2. 1 2  The Physician: The Marked Ones (англ.). Internet Movie Database. Архів оригіналу за 31 січня 2014. Процитовано 2 лютого 2014.
3. 1 2  The Physician: Full Cast & Crew (англ.). Internet Movie Database. Архів оригіналу за 29 липня 2014. Процитовано 24 січня 2014.
4. ↑  Der Medicus (нім.). FilmStats. Архів оригіналу за 31 січня 2014. Процитовано 2 лютого 2014.